# Knattspyrnufélag Reykjavíkur
Knattspyrnufélag Reykjavíkur ou KR Reykjavík é uma agremiação esportiva islandesa, fundada a 16 de fevereiro de 1899, sediada em Reykjavík, capital da Islândia. Além do futebol o clube compete nos seguintes esportes: basquetebol, badminton, boliche, handebol e natação.

## História
É o clube de futebol mais antigo da Islândia. Manda seus jogos no estádio KR-völlur, com capacidade para 6.000 torcedores. Suas cores são preto e branco.
O nome anterior era Fótboltafélag Reykjavíkur ou Reykjavík Football Club, antes de mudar para Knattspyrnufélag Reykjavíkur, significando também Reykjavík Futebol Clube, a mudança porque "knattspyrna" é considerada uma palavra mais elegante ("Fótbolti" é traduzido literalmente como "futebol", enquanto "knattspyrna", ao traduzir como "futebol", é literalmente "ballkicking"). O KR foi o único em Reykjavík, em uma década, mas logo que outros clubes foram estabelecidos havia planos para competições. O clube alvinegro venceu o campeonato inaugural, em 1912, depois de um play-off contra o Fram.
Depois de conquistar o título, o clube optou por usar as cores dos então campeões inglese Newcastle United Football Club. Foi o primeiro também a ganhar a Copa da Islândia em 1960. O KR foi o pioneiro do país a jogar nas competições europeias, frente ao Liverpool FC, em 1964. A partida também foi a primeira do Liverpool em copas europeias. Na categoria feminina, o KR também foi o primeiro competidor islandês na Europa, entrando na competição inaugural Europeia em 2001.
Quando o KR ganhou o título XX, em 1968, foi considerado como mais um título. Ninguém poderia ter previsto que o clube teria que esperar por 31 anos, até que seu sucesso ressurgisse. O inesperado rebaixamento para a Segunda Divisão, em 1977, só parecia reforçar a solidariedade dentro do clube.
No ano do centenário do KR, em 1999, os jogadores visaram mais um título nacional. A equipe não ganhava o título da liga por 31 anos, apesar de muitas vezes terem sido os favoritos. O time conquistou o título com uma vitória por 4 a 0 sobre o Víkingur na penúltima rodada, e depois bater o ÍA por 3 a 1 na final da Taça diante de uma multidão com capacidade do estádio nacional. A equipe feminina foi igualmente bem-sucedida, vencendo o campeonato. O KR comemorou o seu centenário com um inédito duplo-duplo. 
No total, a equipe masculina ganhou o título da liga nacional 25 vezes e a Copa da Islândia por 12 vezes. Durante a última década, a equipe feminina ganhou seis títulos da liga e ganhou duas vezes a Copa.
O maior sucesso em nível europeu foi na UEFA Europa League 2009-2010, quando derrotou o AE Larissa (2 a 0, 1 a 1) na segunda pré-eliminatória, mas foi eliminado na fase seguinte pelo FC Basel (2 a 2, 1 a 3).

## Títulos
- Campeonato Islandês: 27
  - 1912, 1919, 1926, 1927, 1928, 1929, 1931, 1932, 1934, 1941, 1948, 1949, 1950, 1952, 1955, 1959, 1961, 1963, 1965, 1968, 1999, 2000, 2002, 2003, 2011, 2013, 2019;
- Copa da Islândia: 13
  - 1960, 1961, 1962, 1963, 1964, 1966, 1967, 1994, 1995, 1999, 2008, 2011, 2012;
- Copa da Liga Islandesa: 5
  - 1998, 2001, 2005, 2010, 2012;
- Supercopa da Islândia: 2
  - 2003, 2012;